# Jaber Al-Mubarak Al-Hamad Al-Sabah
Sheikh Jaber Al-Mubarak Al-Hamad Al-Sabah (tiếng Ả Rập: جابر مبارك الحمد الصباح, phát âm tiếng Ả Rập: [Jabar Al-Mubarak Al-Hamad Al-Sabah], sinh ngày 4 tháng 1 năm 1942) là chính chị gia Kuwait, giữ chức Thủ tướng Kuwait từ năm 2011. Trước đó, ông từng là Bộ trưởng Bộ Quốc phòng và Phó Thủ tướng Chính phủ.